# Hole in the Soul
Hole in the Soul (titolo serbo: Rupa u duši) è un documentario autobiografico del 1994 diretto da Dušan Makavejev. È uno degli episodi della serie TV britannica Director's Place prodotti da BBC Scotland. È talvolta citato col titolo alternativo A Hole in the Soul. In Italia l'episodio è stato presentato al Festival dei popoli.

## Trama
Ripercorrendo la storia della sua vita, Makavejev incontra alcuni suoi attori (Milena Dravić, Eva Ras) e riflette sull'identità nazionale slava.

## Produzione
Nel film compaiono spezzoni di vari film di Makavejev: Un affare di cuore, Verginità indifesa, W.R. - Misterije organizma, Sweet Movie - Dolce film.